# Асланбек-Шериповское сельское поселение
Асланбе́к-Шери́повское се́льское поселе́ние — муниципальное образование в Шатойском районе Чеченской Республики Российской Федерации.
Административный центр — село Асланбек-Шерипово.

## География
Находится на юге республики в Аргунском ущелье

## Население
| 2010  | 2012  | 2013  | 2014  | 2015  | 2016  | 2017  |
| ----- | ----- | ----- | ----- | ----- | ----- | ----- |
| 1947  | ↗1996 | ↗2020 | ↗2107 | ↗2114 | ↗2191 | ↗2277 |
| 2018  | 2019  | 2020  | 2021  | 2023  | 2024  |       |
| ↗2295 | ↗2324 | ↗2356 | ↗2538 | ↗2566 | ↗2609 |       |

## Состав сельского поселения
| № | Населённый пункт  | Тип населённого пункта       | Население |
| - | ----------------- | ---------------------------- | --------- |
| 1 | Асланбек-Шерипово | село, административный центр | ↗1097     |
| 2 | Беной             | село                         | ↗432      |
| 3 | Дех-Йисте         | село                         | ↗161      |
| 4 | Мускали           | село                         | ↘37       |
| 5 | Мусолт-Аул        | село                         | ↘220      |